# トゥーラ・シココティトラン

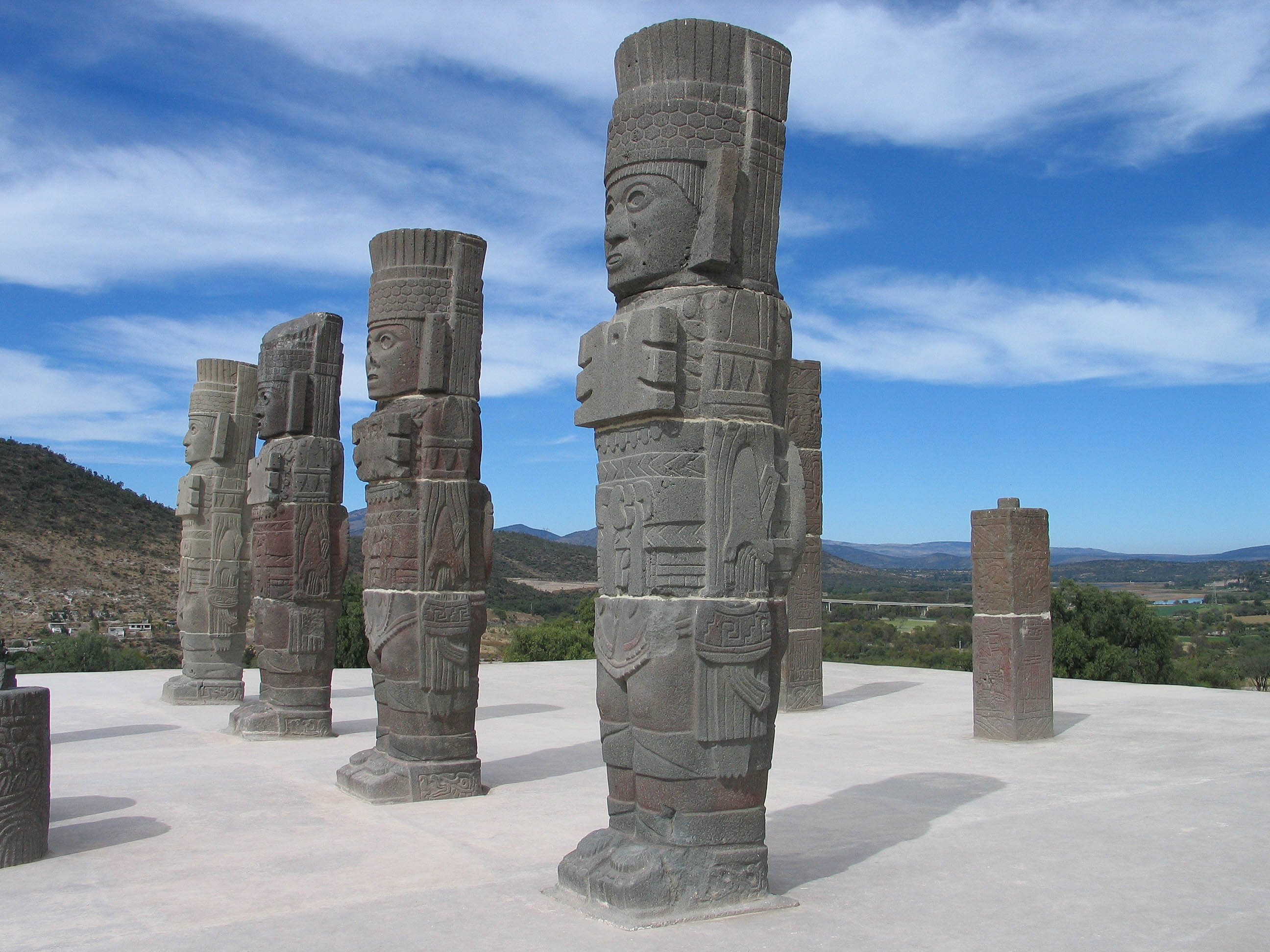
トゥーラ、ピラミッドＢの基壇上にある戦士像

トゥーラ・シココティトラン(Tula Xicocotitlan)は、メキシコ、イダルゴ州にある後古典期の遺跡。トゥーラとは、「城市」、「都市」とか「町」という意味だが、一般的にはトゥーラ・シココティトランのことを指す場合が多い。伝承上の「トゥラン」「トゥーラ」もこの遺跡のことを指していることが明らかな一方、トルテカ帝国の首都とする伝承があるが、全盛期は、10世紀後半から11世紀前半。 
ピラミッドＢとその周囲の列柱構造などが、チチェン・イッツアの「戦士の神殿」とその周囲の列柱構造と酷似していることなど建築様式の類似性が長い間指摘され、伝播したとしたらどちらが先なのか論争が繰り返されてきた。最近、チチェンについては、南方に位置する中部地域の古典期の伝統の延長線上にあるという見方が強くなっている。